# Klugella echinata
Klugella echinata är en mossdjursart som först beskrevs av Arnold Girard Kluge 1914.  Klugella echinata ingår i släktet Klugella och familjen Bugulidae. Inga underarter finns listade i Catalogue of Life.